# اسموک سیگنال (آریزونا)
اسموک سیگنال (به انگلیسی: Smoke Signal) یک منطقهٔ مسکونی در ایالات متحده آمریکا است که در آریزونا واقع شده‌است. اسموک سیگنال ۱٬۹۵۶ متر بالاتر از سطح دریا واقع شده‌است.